# BIBL liga 2010./11.
BIBL liga 2010./11. (sponzorski Eurohold Balkan League) je bilo treće izdanje Balkanske lige (Balkan International Basketball League). Sudjelovalo je deset klubova iz sedam država, a prvakom je postao Feni Industries iz Kavadaraca.

## Sustav natjecanja
Deset klubova je podijeljeno u dvije skupine po pet klubova koji igraju dvokružnim liga-sustavom (deset kola, osam utakmica po momčadi). Po okončanju grupnog dijela drugoplasirani i trećeplasirani iz skupina igraju četvrtzavršnicu doigravanja na dvije dobivene utakmice (best-of-three), te se pobjednici plasiraju na završni turnir - Final Four, na koji su se automatski plasirali pobjednici skupina.

## Sudionici
- Zrinjski, Mostar
- Balkan, Botevgrad
- Rilski Sportist, Samokov
- Levski, Sofija
- Mornar, Bar
- Ulcinj, Ulcinj
- Svjetlost Brod, Slavonski Brod
- Feni Industries, Kavadarci
- Mureș, Târgu Mureș
- OKK, Beograd

## Ljestvice i rezultati

### Dio po grupama

#### Grupa A
| mj | klub           | ut | pob | por | koševi  | bod |                 |
| -- | -------------- | -- | --- | --- | ------- | --- | --------------- |
| 1. | Levski         | 8  | 7   | 1   | 710:576 | 15  | Final Four      |
| 2. | OKK Beograd    | 8  | 5   | 3   | 648:641 | 13  | četvrtzavršnica |
| 3. | Ulcinj         | 8  | 4   | 4   | 611:633 | 12  | četvrtzavršnica |
| 4. | Zrinjski       | 8  | 4   | 4   | 656:664 | 12  |                 |
| 5. | Svjetlost Brod | 8  | 0   | 8   | 576:687 | 8   |                 |

#### Grupa B
| mj | klub            | ut | pob | por | koševi  | bod |                 |
| -- | --------------- | -- | --- | --- | ------- | --- | --------------- |
| 1. | Feni Industries | 8  | 6   | 2   | 723:652 | 14  | Final Four      |
| 2. | Mornar          | 8  | 6   | 2   | 696:648 | 14  | četvrtzavršnica |
| 3. | Rilski Sportist | 8  | 4   | 4   | 631:649 | 12  | četvrtzavršnica |
| 4. | Mureș           | 8  | 3   | 5   | 683:694 | 11  |                 |
| 5. | Balkan          | 8  | 1   | 7   | 592:682 | 9   |                 |

### Doigravanje

#### Četvrtzavršnica
| klub1                      | omjer | klub2           | rezultati             |
| -------------------------- | ----- | --------------- | --------------------- |
| OKK Beograd                | 0-2   | Rilski Sportist | 88:93*, 57:66         |
| Mornar                     | 2-1   | Ulcinj          | 69:60*, 68:80, 77:69* |
|                            |       |                 |                       |
| * domaća utakmica za klub1 |       |                 |                       |

#### Final Four
Igran u Kavadarcima 15. – 17. travnja 2011.
| klub1           | rezultat      | klub2           |
| poluzavršnica   | poluzavršnica | poluzavršnica   |
| --------------- | ------------- | --------------- |
| Levski          | 70:74         | Rilski Sportist |
| Feni Industries | 82:75         | Mornar          |
|                 |               |                 |
| završnica       |               |                 |
| Rilski Sportist | 75:88         | Feni Industries |

## Poveznice
- Balkan International Basketball League
- Službena stranica
- NLB liga 2010./11.